# Marc alemany
El marc alemany (en alemany Deutsche Mark) va ser la moneda oficial de la República Federal d'Alemanya en substitució del Reichsmark des de 1948 fins a la reunificació amb la República Democràtica Alemanya el 1990, i la moneda oficial d'Alemanya des de llavors fins a la introducció de l'euro el 1999 (les monedes van desaparèixer de la circulació el 2002) amb el valor d'1,95583 marcs per euro.
A Alemanya s'acostuma a utilitzar mentalment la taxa de conversió aproximada de 2 marcs per euro. Aquesta aproximació té un error de més d'un 2%.
Un marc es dividia en 100 pfennige o penics. El símbol habitual del marc era DM i el codi ISO 4217 era DEM. Era emès i controlat pel Banc Federal Alemany (Deutsche Bundesbank).
A l'època del canvi a l'euro, el 2002, en circulaven monedes d'1, 2, 5, 10 i 50 penics i d'1, 2 i 5 marcs, i bitllets de 5, 10, 20, 50, 100, 200, 500 i 1.000 marcs.